# Брекен, Киран
Киран Пол Патрик Брекен MBE (англ. Kyran Paul Patrick Bracken, родился 22 ноября 1971 года в Дублине) — английский регбист, выступавший на позиции скрам-хава (полузащитника схватки). Известен по играм за клубы «Ватерлоо», «Бристоль» и «Сарацины». В составе сборной Англии — чемпион мира 2003 года, трижды выводил команду в качестве капитана сборной. После карьеры игрока — фигурист, победитель шоу «Dancing on Ice» и участник гастрольного тура.

## Семья
Отец Кирана — зубной врач. Мать — в прошлом игрок ирландской сборной по хоккею на траве. Семья жила в Балбриггане, но перебралась в Ливерпуль, когда Кирану было четыре года.
Супруга Кирана — Виктория, есть трое сыновей — Чарли, Джек и Локлан. Семья проживает в Хэдли-Вуде.

## Ранние годы
Киран вырос в Ливерпуле, учился в колледже Святого Эдуарда (Вест-Дерби, Ливерпуль) и Стоунихёрстском колледже (Ланкашир). Первым регбийным тренером был Брайан Эштон, который в дальнейшем работал с национальными сборными Ирландии и Англии. Киран был на просмотре в футбольном клубе «Ливерпуль», забив три гола, а также на просмотре в регбилиг-клубе «Сент-Хеленс». Киран окончил Бристольский университет, факультет права (ранее учился в университете Западной Англии), и стал квалифицированным солиситором.

## Регбийная карьера
В сборную Ирландии он не прошёл отбор, поскольку был «недостаточно хорош», однако регбийную карьеру не забросил, подписав контракт с командой «Бристоль» (1992—1996). В дальнейшем играл за клуб «Сарацины» до 2006 года, в составе «сарацин» стал серебряным призёром чемпионата Англии сезона 1997/1998. Провёл за них 128 матчей (115 в основном составе, в 13 вышел на замену), набрал 50 очков (10 попыток). В еврокубках провёл 24 встречи, набрав всего 15 очков. В 1998 году в составе «Сарацин» завоевал Кубок Tetley's Bitter (ныне Кубок Powergen), обыграв «Уоспс», на протяжении двух сезонов был капитаном клуба. Три матча провёл в составе звёздного клуба «Барбарианс» против сборной Парижа по регби-7, клуба «Французские Варвары» и английского «Бата».
27 ноября 1993 года Брекен дебютировал за сборную Англии в матче против «Олл Блэкс», однако в борьбе с Джейми Джозефом получил травму голеностопа и пропустил три месяца, последствия которой сказывались на его дальнейшем выступлении. На Кубке пяти наций 1994 года он проиграл конкуренцию Дьюи Моррису, а из-за экзаменационной сессии не попал в заявку на летнее турне по ЮАР, сыграв при этом на Кубке пяти наций. Из-за травмы также не сыграл на чемпионате мира в ЮАР, числясь при этом в заявке сборной. В 1997 году Брекен не попал в заявку Британских и ирландских львов на турне по ЮАР, уступив место Мэтту Доусону и Остину Хили; позже был вызван на замену вместо травмированного Роба Хоули, но в тест-матчах не играл.
В связи с постоянными травмами основного скрам-хава «красно-белых» Доусона Брекен стал выходить чаще. Из-за травмы спины он пропустил почти весь Кубок мира 1999 года, а также почти весь сезон 1999/2000. В связи с постоянными травмами получил прозвище «Ломака Киран» (англ. Kyran Broken), которое его постоянно возмущало. В 2001 году он снова пропустил турне «Львов» (уже по Австралии), сыграв при этом в составе сборной Англии три матча в североамериканском турне как капитан. К тому моменту он продолжал ещё борьбу против Доусона за место скрам-хава в сборной под номером 9. Летом 2003 года сыграл в турне за англичан, которые победили Австралию и Новую Зеландию. На чемпионате мира 2003 года сыграл четыре матча, выходя чаще на замену (в том числе и в случае травмы кого-то из игроков). В его активе оказался 51 матч: 50-й он провёл в четвертьфинале против Уэльса, а 51-й и последний (16 ноября) — в полуфинале против Франции. В финале он на поле не выходил, однако праздновал победу сборной Англии вместе со всем составом и был награждён орденом Британской империи как член состава, выигравшего ЧМ.
Карьеру игрока завершил в 2006 году.

## После карьеры регбиста

### Фигурное катание
Брекен прославился в Великобритании и как участник ледового реалити-шоу Dancing on Ice (в России — «Танцы на льду»): в 2007 году он одержал победу в этом шоу, выступая с фигуристкой Мелани Ламбер (англ. Melanie Lambert). В полуфинале он получил оценку в 29,5 баллов из 30 возможных — рекорд программы, который повторила актриса Клэр Бакфилд на следующей неделе. В финал программы прошли собственно Киран Брекен, Клэр Бакфилд и певец Данкан Джеймс. 17 марта 2007 года в финале Брекен одержал победу, исполнив в финальной программе болеро. 24 марта в специальном выпуске с участием чемпионов прошлых лет он снова за своё выступление получил оценку в 29,5 баллов из 30 и одержал победу.
Брекен был участником ледового шоу «Romanza» компании Holiday on Ice. В 2008 году на 5-й неделе нового сезона «Dancing on Ice» он принял участие в подготовке своего друга-легкоатлета Стива Бакли к участию в шоу. По завершении тура «Romanza» он отправился в гастрольный тур «Dancing on Ice Live» в 2008 году. Позже на стадионе «Хэнд» футбольного клуба «Кливдон Таун» Брекеном было организовано шоу Ice Party с участием его самого, Клэр Бакфилд, Сьюзан Шоу и многих известных фигуристов. В 2014 году занял 5-е место в новом сезоне «Dancing on Ice», покинув шоу на стадии четвертьфинала: выступал с Ниной Улановой в паре.

### Благотворительность
Брекен занимает пост почётного президента общества Wooden Spoon Society, помогающего детям-инвалидам Великобритании и Ирландии. Посол Королевского национального детского фонда, помогающего детям и подросткам с инвалидностью по всей Великобритании и действующего в независимых частных школах. В 2009 году вручал премии в колледже Эмершем и Уайкомб.

### Кино
В четвёртом сезоне телесериала «Друзья» появился в серии «Эпизод с регби» в роли одного из регбистов — по сюжету Росс Геллер, чтобы впечатлить свою подругу Эмили, решился сыграть в регби с её друзьями-англичанами, несмотря на отговорки Джоуи и Фиби.